# Lago Bourget
El lago [del] Bourget (en francés: Lac du Bourget) es el mayor lago natural de origen glacial de Francia, situado al norte del departamento de Saboya. El lago del Bourget forma parte de los lagos post-glaciares de los Alpes. Se formó después de la última glaciación de Würm, hace alrededor de 19 000 años tras la retirada de los grandes glaciares del cuaternario.
De una gran riqueza natural, y de gran interés ecológico, es también un destino turístico importante desde el siglo XIX. El volumen de agua de este lago equivale al consumo anual de agua potable en Francia.
El 2 de febrero de 2003, fue declarada sitio Ramsar (n.º ref. 1268), protegiendo un área de 5500 ha.

## Geografía

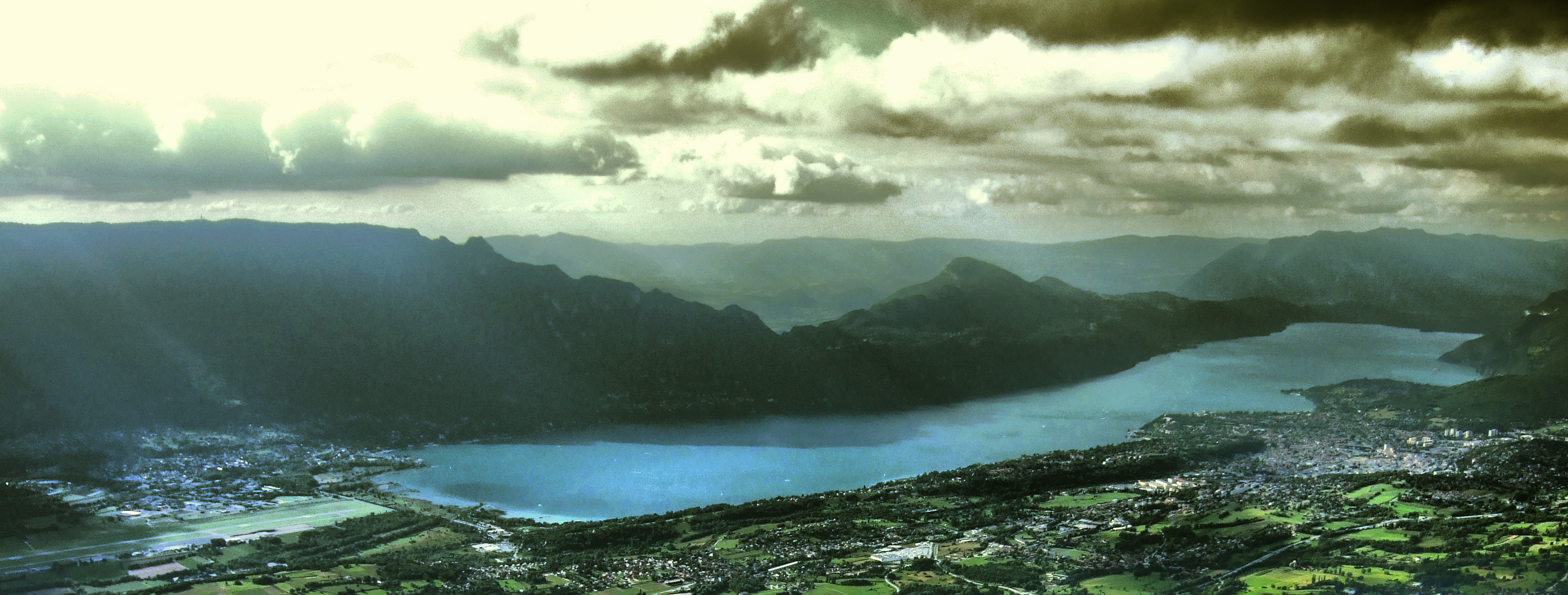
Vista panorámica del lago desde el belvédère du Nivolet (1547m). La villa d'Aix-les-Bains es visible en la derecha de la foto. El aeropuerto de Bourget-Chambéry es visible a la izquierda, en el extremo sur del lago (agosto de 2007)

### Datos principales

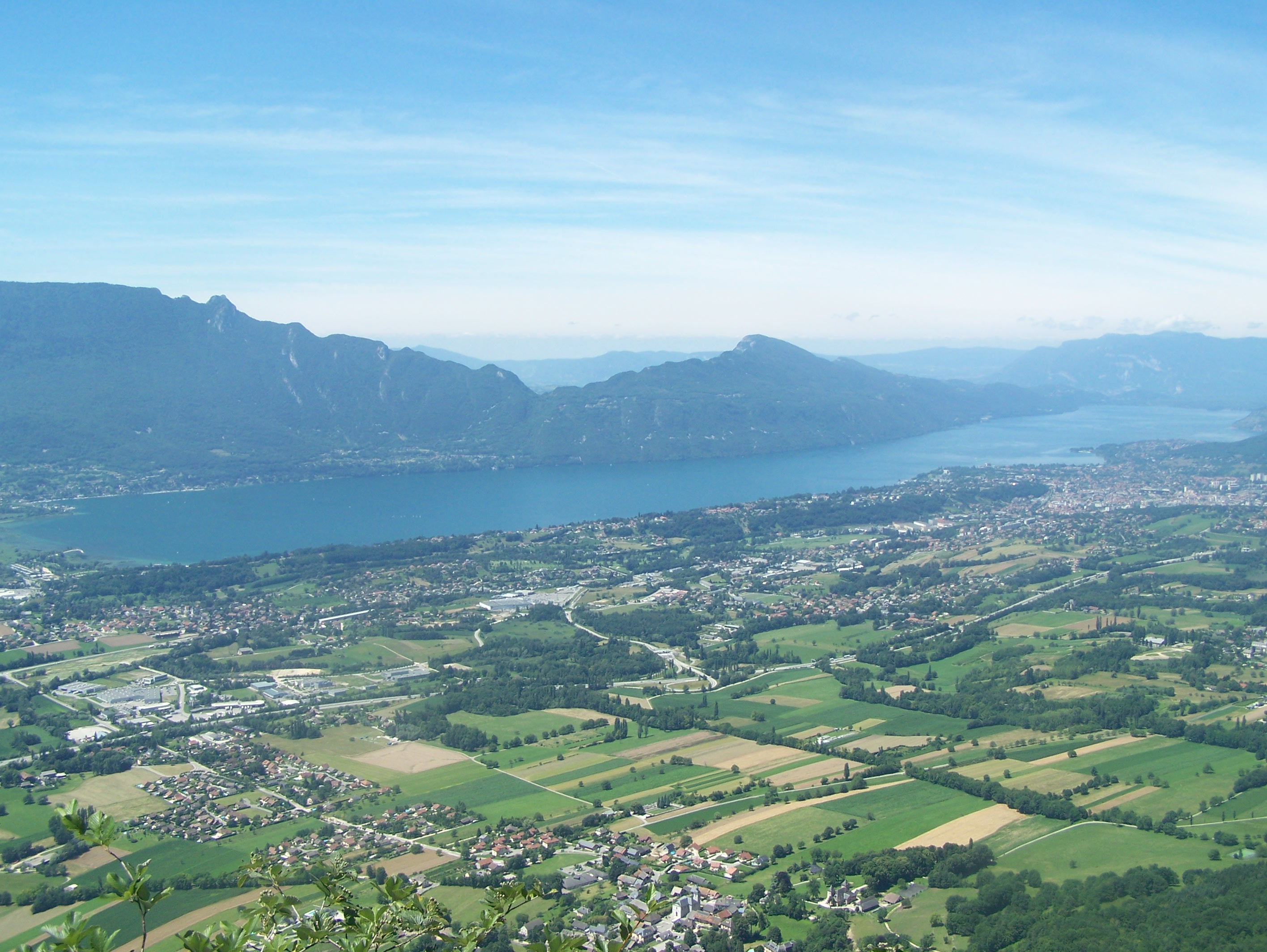
El lago visto en su totalidad desde Pragondran.

Con una superficie de 44,5 km² (4450 ha), el lago se extiende de norte a sur y tiene 18 km de largo, y una anchura entre 1,6−3,5 km. Su profundidad media es de 85 m, y su profundidad máxima de 145 m. Situado a una altitud de 231,5 m s. n. m., está rodeado por:
- en el Oeste, los últimos contrafuertes del Jura meridional, con la cadena de la Espina (Chaîne de l'Épine) de 1482 m y el Dent du Chat que culmina a 1390 m;
- en el Este, el macizo de Bauges, incluido el monte Revard (1538 m), así como las montañas de Cessens, Chambote, Corsuet y la colina de Tresserve.

Su cuenca ocupa 560 km² y en ella están la ciudad termal de Aix-les-Bains, que se encuentra en la orilla este, y la ciudad de Chambéry, al sur, la capital histórica del condado de Saboya, situada a 15 km. Estas dos ciudades forman dos aglomeraciones que suman unos 170 000 hab. (2004).
La temperatura media del agua es de cerca de 7 °C en enero y de 23 °C en julio.

### Formación
Según los geólogos, el lago tiene una antigüedad de 120 000−140 000 años y se formó después de la tercera glaciación del cuaternario, llamada glaciación de Riss. Este lago cubría la mayor parte del surco alpimo entre Seyssel, al norte, y Saint-Marcellin, al suroeste, Así como la cañada de Saboya hasta Albertville al este, y el valle del Ródano hasta Yenne, al oeste. Cubría una superficie de 1000 km² (contra los 44,5 km²), tenía una longitud de 140 km (18 km) y estaba a una altitud de 360 m s. n. m. (231,5 m).
Hace 70 000 años, su tamaño disminuyó hasta estar próximo a su tamaño actual, pero a un altitud de 270 m s. n. m..
En la glaciación de Würm, los glaciares del Ródano e Isère se encontraron y cavaron la depresión del Bourget, con una longitud de 50 km, entre Seyssel, Yenne y Challes-les-Eaux.

### Hidrología
Con un volumen de 3600 hm³ de agua, o sea el equivalente del conjunto del consumo anual doméstica de Francia, el lago servía, hasta la construcción de una presa en 1982, de desagüe natural de las crecidas del Ródano, que serpentea a través de los pantanos de Chautagne, situados al norte. Esta regulación, posteriormente voluntaria, existe siempre y el nivel del lago varía en un metro aproximademante según el año.
El lago es abastecido, por el sur, por las aguas del Leysse, y, por el este, por las del Tillet y el Sierroz. Las aguas del Leysse tardan de siete a diez años en cruzar el lago y llegar hasta el Ródano.
Con varios miles de habitantes a los cuales se añaden decenas de miles de turistas, la calidad del agua se había deteriorado progresivamente para acabar entre los años 1950 a 1970 a un fenómeno de eutrofización, ya que el lago en la época era el vertedero natural de todas las canalizaciones de alcantarillas, en particular, de Chambéry y Aix-les-Bains. Las numerosas embarcaciones a motor de la época eran también muy contaminantes, producían mucho humo que se disolvía en parte en el agua y soltaban aceite que se encontraba también en el lago. Hacían mucho ruido y generaban una contaminanción sonora perjudicial para las aves y a los pequeños mamíferos.
A partir de mediados de los años 1970 se inició una acción de descontaminación, con el fin de reducir la eutrofización del lago, con el objetivo de llegar a los mismos resultados que con el lago de Annecy.
Se establecieron estaciones de tratamiento de aguas en Saboya y, en particular, en Aix-les-Bains. Los ríos como el Tillet y el Sierroz se sanearon así, mejorando la calidad de las aguas del lago y la regeneración de las especies acuáticas.

## Historia
El lago Bourget posee varios ejemplos de “ciudad lacustre”, pueblos prehistóricos del Neolítico y de la Edad del Bronce. Algunos se conocen desde 1856 y otros fueron revelados por las recientes búsquedas del Departamento de investigaciones arqueológicas subacuáticas y submarinas (Ministerio de Cultura). Una sala entera del Museo saboyano en Chambéry está dedicada a los artesanos del lago del Bourget y la edad de Bronce.
Anteriormente, la ciudad de Aix-les-Bains estuvo muy presente en los deportes debido al circuito del lago de Aix-les-Bains. Su trazado iba bordeando el lago de Bourget. Su longitud era 2400 m. Era el único circuito de Saboya. Atraía pilotos y a espectadores locales y también de Suiza e Italia o incluso de Inglaterra. Se puede también visitar en Aix-les-Bains d los vestigios de las ciudades lacustres del lago de Bourget yendo al Museo Lapidaire.

## Medio ambiente y naturaleza

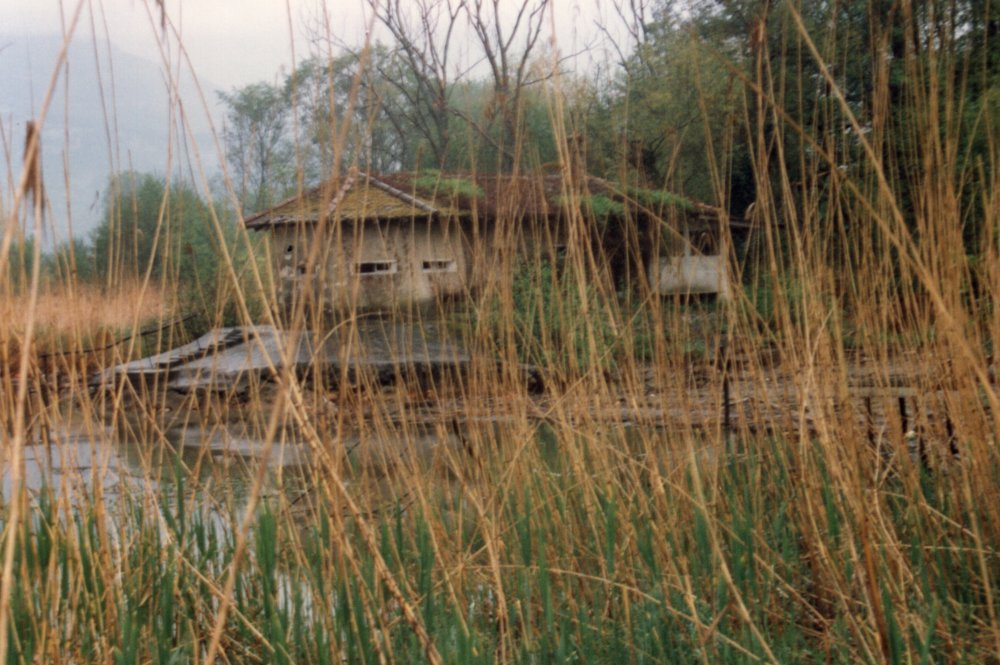
Antigua fábrica siderúrgica, hoy lugar de observación de aves.

El lago Bourget es de gran interés ecológico y constituye un elemento importante del patrimonio natural francés. Entre los pre-Alpes y la alta montaña, alberga un gran número de especies de peces y aves, y para algunos de ellos, es un lugar de descanso importante en su migración.
Gracias a su masa de agua colosal y a los acantilados y las losas calcáreas de sus accesos inmediatos por otra parte se suavizan las condiciones climáticas.Por lo tanto, hay en algunos lugares un clima casi provenzal, permitiendo a algunas especies vegetales y animales mediterráneas prosperar.
Se puede así admirar la higuera, el boj, el arce de Montpellier, el orón, roble pubescente y cabellos de Venus.
Todavía casi en el estado salvaje en ciertos lugares, el lago de Bourget es un pasillo importante de migración para numerosas aves. Podemos encontrar en el lago el ánade real, Gallinula chloropus, el cisne, la focha común, el porrón moñudo, el avetorillo común, la avoceta común, la serreta grande. Pero es también el territorio de grandes rapaces como el milano negro, el halcón peregrino y el búho real.

### Los cañaverales del lago Bourget
Al sur, un extenso cañaveral perteneciente al Conservatorio del litoral se reinstaló, en la punta meridional del lago (campo de Buttet y pantano de Aigrettes) preservando así la zona de toda clase de agresión. El galápago europeo, antes endémico pero que había desaparecido de las orillas del lago, se reintrodujo con éxito en el año 2000 y ha encontrado allí un hábitat saludable.
Se implantaron unas fajinas vegetales (ramas comprimidas que sirven de barrera antioleaje) con el fin de hacer de rompeolas y proteger la vegetación. La FRAPNA (Federación Ródano-Alpes de Protección de la Naturaleza) instaló también dos observatorios para explorar el pantano. Los islotes rocosos también están protegidos, y son un sitio de descanso y un lugar de nidificación privilegiado para las aves migratorias. Los cañaverales también ofrecen refugio a aves como el martín pescador, el somormujo lavanco, el zarapito real y el pato colorado.
Los cañaverales son también esenciales para la supervivencia y la reproducción de numerosos peces, como el lucio, el rutilo, surubí atigrado, la perca, la carpa y el pez fraile. En las zonas más profundas viven el salvelino, el Corégono, la trucha de lago y el siluro. Estos peces pueden ser admirados en el acuario de Aix-les-Bains.
Los sauces blancos que rodean los cañaverales hacen felices a los castores del lago. Pero con los canaverales se desarrollan también la hierba de potamot que prolonga los cañaverales, y un tipo de algas ásperas y arcaicas, especialmente apreciadas por el lucio y son el terreno de caza favorito de los patos.

### Acuario del lago Bourget

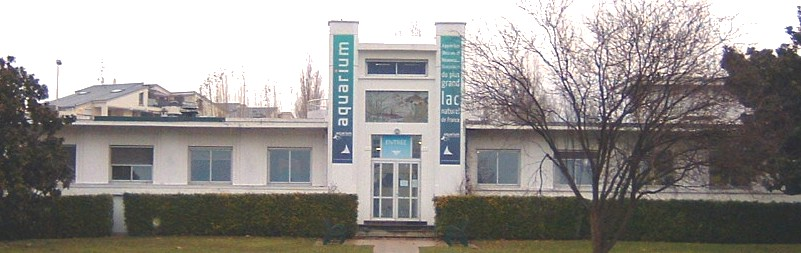
Vista del acuario de Aix-les_Bains.

El Acuario del Lago Bourget, conocido también con el nombre de Acuario de Aix-les-Bains, está situado a orillas del Lago Bourget en Aix-les-Bains en el departamento de Saboya. Es un acuario público establecido en la ciudad de Aix-les-Bains. Es un acuario temático y se centra esencialmente en las especies acuáticas del Lago Bourget y sus alrededores. En el acuario están presentes 40 especies de peces de agua dulce. El Acuario del Lago Bourget permite la conservación de las especies locales como la trucha, el salvelino y la carpa. Este establecimiento está especializado en los peces de agua dulce. El acuario del lago del Bourget permite no sólo ayudar a la conservación de la fauna local sino también realizar un trabajo de prevención y educación en las visitas.

## La navegación en el lago
Desde Bourget-du-Lac o Aix-les-Bains algunas compañías privadas organizan cruceros durante el período estival. La navegación de recreo o deportiva es también importante, a partir de los numerosos puertos establecidos a lo largo del lago.
Es prudente no fiarse a veces de La Traverse, viento que sopla de manera imprevisible y violenta en las orillas meridionales del lago. Este viento del oeste pasa sobre la montaña del Dent du Chat al atardecer y cruza el lago —de ahí su nombre— sorprendiendo a navegantes y surfistas.
El campeonato del mundo de vela en categoría 49.er se organizó en el lago, en Aix-les-Bains, del 4 al 11 de junio de 2006.

### Los puertos

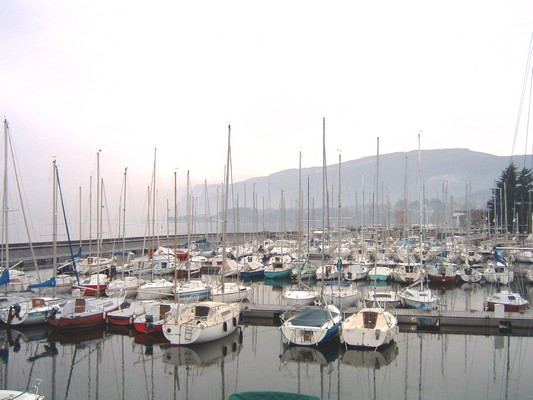
El gran puerto de Aix-les-Bains en invierno.

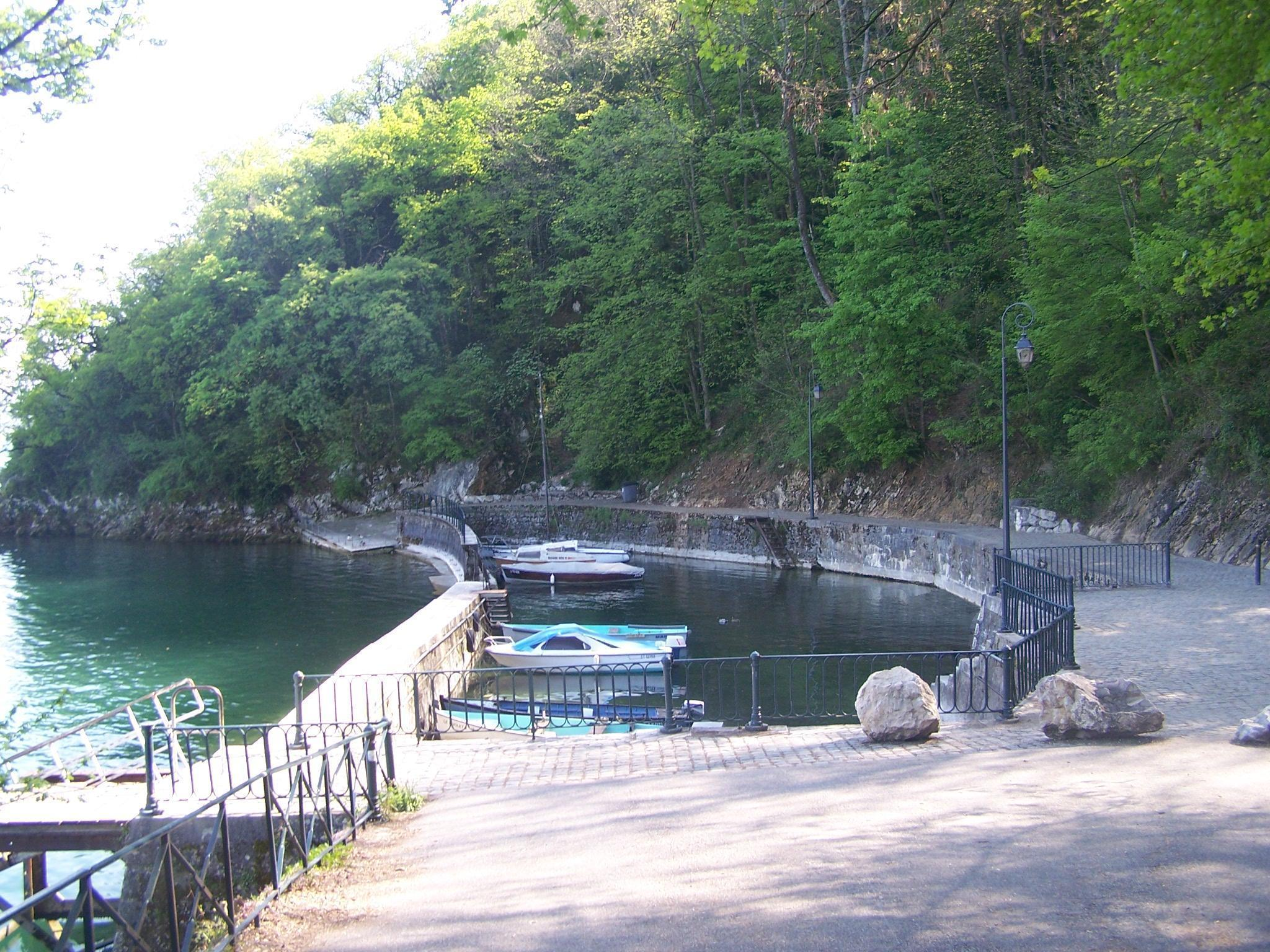
El puerto de Bourdeau.

El lago Bourget está dotado con numerosos puertos como:
- Aix-les-Bains: el gran puerto y el pequeño puerto;
- Bordeau: el puerto de Bordeau;
- Le Bourget-du-Lac: el puerto de Charpignat, el puerto des Grèbes, el puerto des Mirandelles, el puerto des Mouettes, el puerto de la Leysse;
- Brison-Saint-Innocent: el puerto de Brison;.
- Châtillon: el puerto de Châtillon;
- Conjux: el puerto de La Chatière;
- Tresserve: el Buen puerto;
- Viviers-du-Lac: el puerto de Cuatro Caminos.

Es necesario precisar que el “Pequeño puerto” y el “Gran puerto” de Aix-les-Bains constituyen ellos dos el puerto de Aix, que es el más extenso puerto de agua dulce de Francia con 5.000 amarres. Es un lugar privilegiado para los deportistas náuticos del lago, al encontrar los barcos un emplazamiento estival o anual.

## Turismo
El lago Bourget es un lugar turístico muy frecuentado en verano, gracias a sus playas (algunas son de pago en julio y agosto) y otras actividades náuticas (vela, esquí náutico, submarinismo). La temperatura del agua oscila entre 20 y 25 °C en verano.
La orilla oeste, debido a sus grandes pendientes, quedó salvaje entre la abadía real de Hautecombe en el norte y Bourdeau y Le Bourget-du-Lac en el sur. Ninguna carretera une estos dos lugares.
La orilla este está bastante urbanizada (Aix-les-Bains). Está recorrida por la carretera y la vía de ferrocarril (parte noreste) y hay numerosos restaurantes y salas de fiestas establecido en la zona (sobre todo en la parte sureste).
En cambio hay muy pocas propiedades privadas en las orillas al contrario que en otros grandes lagos alpinos.
La Abadía real de Hautecombe, el Saint-Denis saboyano, vela las tumbas de los soberanos de la Casa de Saboya. Restaurada en siglo XIX, se puede visitar en verano, excluida la zona que alberga aún a algunos monjes. Se encuentran en la abadía más de 300 estatuas de mármol de Carrara o de piedra suave de Seyssel.
El castillo de Tomás II, Conde de Piamonte, construido en el siglo XIII pero actualmente en ruinas, está situado en la desembocadura del Leysse. Tuvo sus días de gloria entre los siglos XIII y XV, cuando la Casa de Saboya la convirtió en su residencia principal.
Muy próximo, el priorato de Bourget-du-Lac, su jardín —en el que los tejos están cortados para formar las piezas de un tablero gigante— y la iglesia de San Lorenzo, son lugares que merece la pena visitar.
El lago puede también admirarse desde arriba, o desde el mirador de la montaña de Chambotte, o desde el Mont Revard o el Mont du Chat (o mejor, a algunas cientos de metros a pie, con una vista de 360° desde el Mollard Noir).

### Las playas
Hay numerosas playas acondicionadas en las orillas del lago Bourget. Las más importantes son la playa Lido, la playa des Mottets, la playa de l'Ile aux cygnes, la playa municipal de Bourget du Lac, la playa de Rowing, la playa municipal de Aix les Bains, la playa de Mémars, la playa de la Pointe de l'Ardre, la playa de Châtillon y por fin el lugar de ocio de Chanaz.